# Richard Musgrave
 (octobre 2012).
Si vous disposez d'ouvrages ou d'articles de référence ou si vous connaissez des sites web de qualité traitant du thème abordé ici, merci de compléter l'article en donnant les références utiles à sa vérifiabilité et en les liant à la section « Notes et références ».
Pour les articles homonymes, voir Musgrave.
Richard-Abel Musgrave est un économiste américain d'origine allemande né le 14 décembre 1910 et mort le 15 janvier 2007, spécialiste en économie publique.
Il est célèbre pour avoir appliqué le raisonnement microéconomique à la compréhension du fonctionnement de l'État (on parle de fonctions musgraviennes).

## Biographie

### Enfance et études en Allemagne
Richard-Abel Musgrave nait à Königstein im Taunus en Allemagne, à 20 km de Francfort-sur-le-Main, le 14 décembre 1910. Après des études universitaires menées à Munich, Richard Musgrave obtient un diplôme d’économie – M.A. – à Heidelberg en 1933.

### Départ aux États-Unis
La moitié de ses aïeux étant juifs (son grand-père paternel et sa grand-mère maternelle étaient des juifs convertis), il préfère quitter son pays la même année et arrive aux États-Unis où il poursuit ses études supérieures à Rochester (État de New-York) grâce à un programme d’échange puis très rapidement à Harvard. Il y obtient son doctorat (Ph. D.) en sciences économiques en 1937. Il choisit la même année de demander la nationalité américaine et transforme son nom en abandonnant le trait d’union. Richard-Abel Musgrave est désormais connu sous le nom de Richard Musgrave.

### Carrière en économie
Il publie son premier article fondamental (« Voluntary Exchange Theory of Public Finance ») dans le Quarterly Journal of Economics en 1939, revue dont il deviendra par la suite le directeur.
Pendant la guerre, il sert six ans en tant que chercheur en économie auprès de la Réserve Fédérale jusqu’en 1948. Après 1945, il est souvent consulté comme expert par les autorités gouvernementales américaines ou d’autres pays comme la Bolivie, le Chili, la Colombie, Puerto Rico, la Corée du Sud et Taiwan. Il transforme durablement la matière des Finances publiques aux États-Unis en publiant en 1959 le résultat de vingt ans de recherches : The Theory of Public Finance.
Son retour à la vie civile prend la forme d'une carrière d’enseignant à l'Université du Michigan puis à l'université de Princeton avant de revenir à l'Université Harvard en 1964 en tant que titulaire de la chaire « H. H. Burbank » d’économie politique de la Faculté des Arts et Sciences et à la Faculté de Droit. Il y enseigne jusqu’en 1981, date à laquelle il obtient le prix Frank E. Seidman d’économie politique. Richard Musgrave avait été élu membre de l’Académie américaine des Arts et des Sciences, membre particulièrement distingué de l’American Economic Association, membre honoraire de l’Association fiscale nationale et était président honoraire (1978) de l’Institut des Finances publiques. Il était docteur honoris causa des Universités d’Alleghany, de Heidelberg, de Milan, du Michigan et de Munich.
Devenu professeur émérite à Harvard, il ne prend pas pour autant sa retraite et rejoint en tant que professeur d’économie adjoint l’Université de Santa Cruz (Californie) où il a été chargé de séminaires sur ses sujets de prédilection que sont les finances publiques et le rôle économique de l’État.
Il épouse Peggy Brewer Richman avec laquelle il publie l’ouvrage fondamental que demeure Public Finance in Theory and Practice (cinq éditions : 1973, 1976, 1980, 1984 et 1989). Après des études à Cambridge et à l’American University, Peggy Musgrave obtient son doctorat en économie à l'Université Johns-Hopkins. Elle a enseigné en tant que professeur d’économie aux Universités de Pennsylvanie, Northeastern, Berkeley, et à la Faculté Vassar avant de devenir professeur à Santa Cruz, Californie, dont elle est désormais émérite. Experte dans les problèmes internationaux des Finances publiques, elle a été experte auprès de la Banque mondiale et des Nations unies.

## Classification de Musgrave de 1959
Musgrave a défini les trois principales fonctions de l'État, :
1. L'affectation ou l'allocation des ressources, dans le cas de production comportant des rendements croissants, l'État doit prendre en charge cette production et appliquer une tarification au coût marginal (et également promouvoir les activités générant des externalités positives et endiguer celles qui produisent des externalités négatives). L'État doit aussi instaurer les biens collectifs.
2. La redistribution des revenus et des patrimoines, le souci à la base au niveau de ses activités est un souci d'équité (de justice). Cette fonction sert à réduire (ou augmenter) les inégalités.
3. La régulation de la conjoncture économique : l'État doit impulser, stimuler l'activité économique. Il ajoute, suivant un point de vue keynésien que le marché ne mène pas à une situation optimale. De plus comme le démontre la courbe de Phillips, au-delà d'un certain niveau de chômage, les salariés ne sont plus en position de force pour exiger une hausse de salaire. L'État doit donc utiliser le budget de manière contra-cyclique pour amener la croissance effective au niveau de la croissance potentielle.

## Publications
- The Theory of Public Finance, 1959
- (en) Richard Musgrave et Peggy Musgrave, Public Finance in Theory and Practice, McGraw Hill Higher Education, 1989 (1re éd. 1973)

## Distinctions
- 1981 : prix Frank E. Seidman d’économie politique.